# ビラル・モハメド
ビラル・モハメド（Bilal Mohammed, 1986年6月2日 - ）は、カタール出身のサッカー選手。ポジションはディフェンダー。元カタール代表としてAFCアジアカップの本大会のメンバーに3度（2004、2007、2011）名を連ねている。2011年大会のグループリーグ3戦目クウェート戦では前半12分に先制点を挙げ、チームの準々決勝進出に貢献した。